# Нінбург (Везер)
Нінбург (нім. Nienburg), офіційна назва Нінбург/Везер (нім. Nienburg/Weser) — місто в Німеччині, розташоване в землі Нижня Саксонія. Адміністративний центр району Нінбург.
Площа — 64,45 км2. Населення становить 31 570 ос. (станом на 31 грудня 2021).

## Історія
Нінбург вперше згадується в 1025 році в документі Мінденського єпископства.

## Галерея

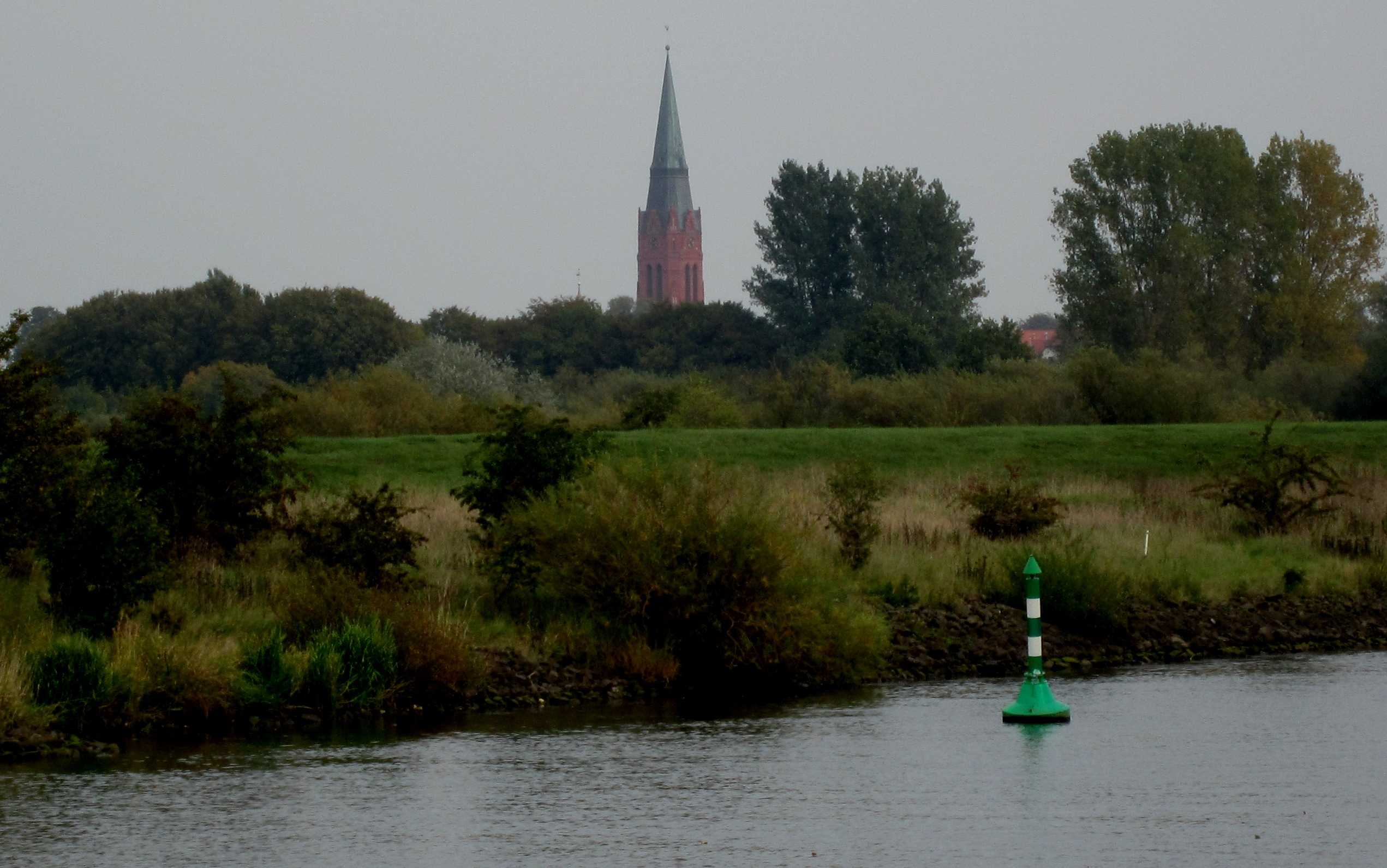
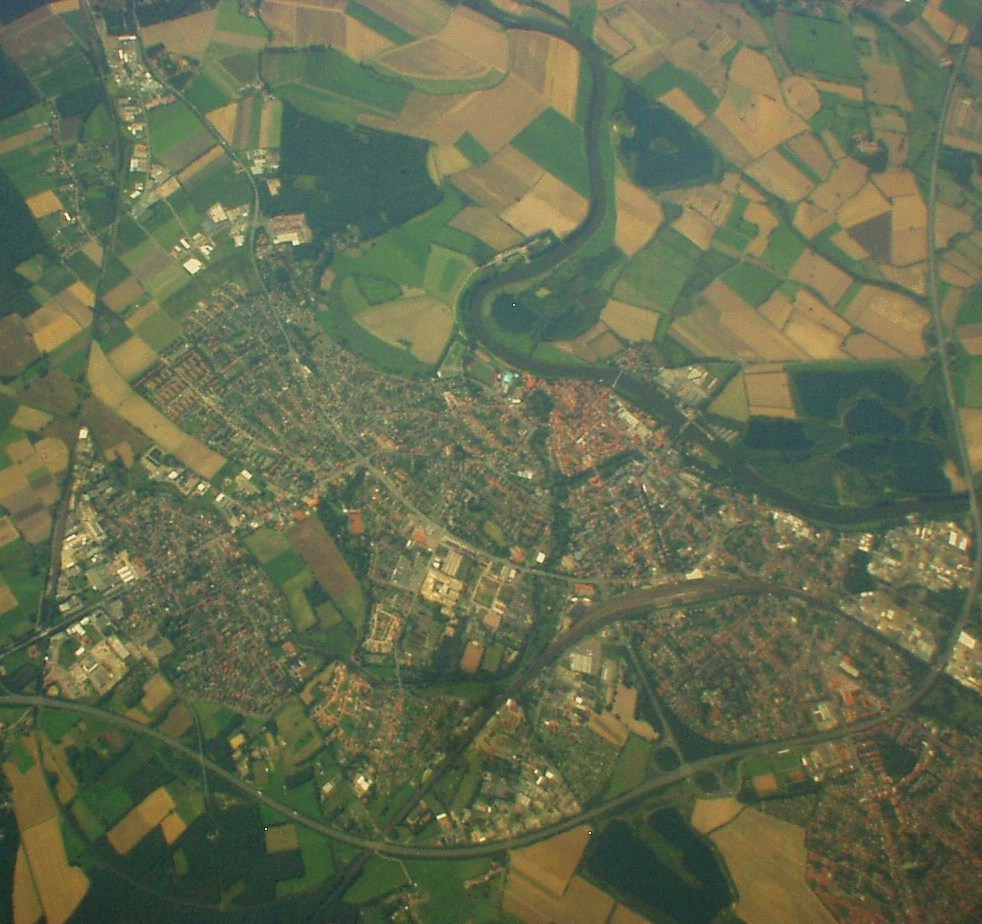
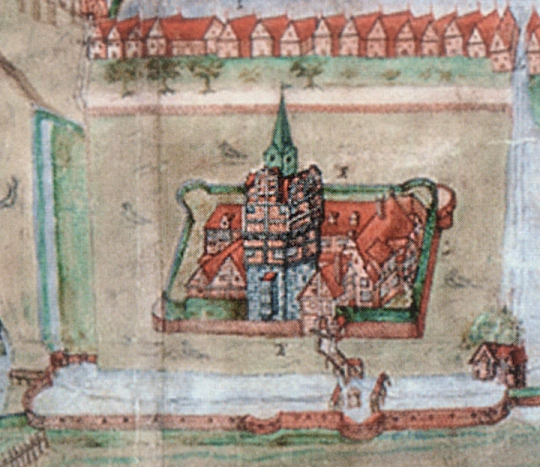
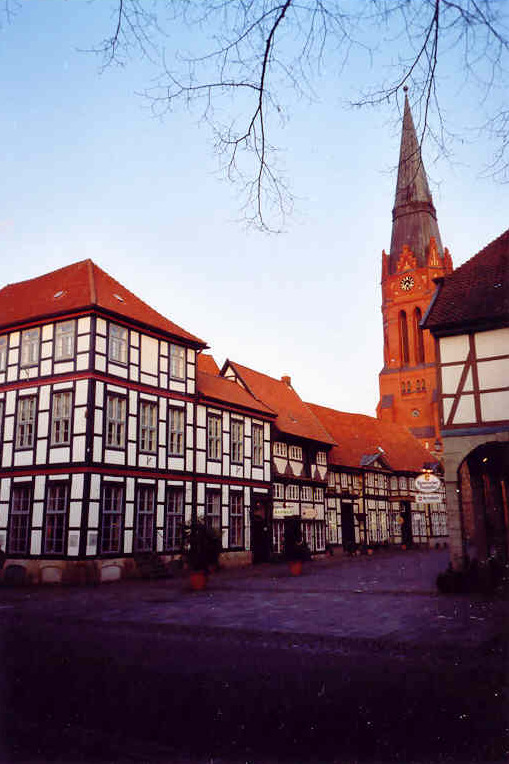
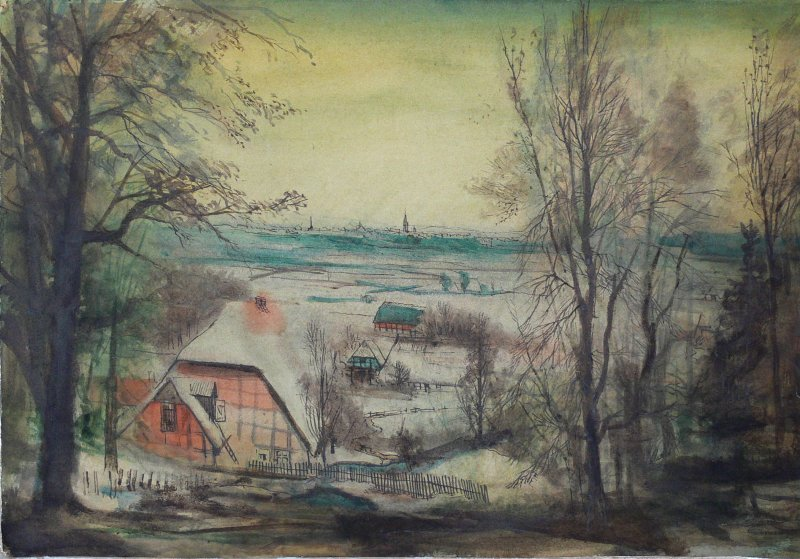
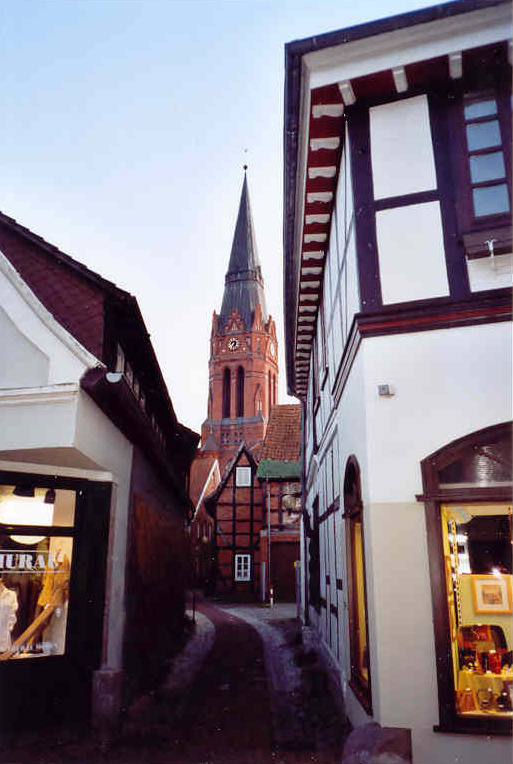

## Уродженці
- Оскар Гренінг (1921—2018) — колишній німецький СС-унтершарфюрер.